# Michael Brennicke
Michael Brennicke (München,  – München, 2019. március 25.) német színész, szinkronszínész.

## Filmjei
Mozifilmek
- 8 Uhr 28 (2010)

Tv-filmek
- Königin Christine (1970)
- Es braust ein Ruf wie Donnerhall – Ur-Opas dufter Krieg 70/71 (1971)
- Trenck báró különös élettörténete(wd) (Merkwürdige Lebensgeschichte des Friedrich Freiherrn von der Trenck) (1973) - Vogler
- Die unfreiwilligen Reisen des Moritz August Benjowski (1975)
- Des Christoffel von Grimmelshausen abenteuerlicher Simplicissimus (1975)
- Mennyei leányzók (Zwei himmlische Töchter) (1978)
- Jeans (1981)
- Reménytelenül (Pilotinnen) (1995)
- Der Mann, dem die Frauen vertrauten – Der Serienmörder Horst David (2008, hang)

Tv-sorozatok
- Königlich Bayerisches Amtsgericht (1971, egy epizódban)
- Tetthely (Tatort) (1975, egy epizódban)
- A felügyelő (Der Kommissar) (1975, egy epizódban)
- Aktenzeichen XY... ungelöst! (1976–2019, hang, 289 epizódban)
- Derrick (1978, egy epizódban)
- Nils Holgersson csodálatos utazása a vadludakkal (Niruszu no fusigi na tabi) (1980–1981, német szinkron – hang, 50 epizódban)
- Polizeiinspektion 1 (1982, egy epizódban)
- Der Andro-Jäger (1982–1984, hang, 26 epizódban)
- Wildbach (1996, egy epizódban)
- Zwei Brüder (1996, egy epizódban)
- Vorsicht, Falle! – Nepper, Schlepper, Bauernfänger (1999–2019, hang, nyolc epizódban)
- Tatverdacht: Team Frankfurt ermittelt (2018, három epizódban)